# Tempur-Pedic International
Tempur-Pedic International, Inc. est une entreprise américaine de fabrication d'oreillers, de matelas et de couettes. Les produits sont essentiellement fabriqués à partir de mousses à mémoire de forme.

## Historique
L'entreprise danoise Dan-Foam est à l'origine de ce groupe international, en tant que propriétaire de la marque commerciale Tempur.
Dans les années 1980, l'entreprise suédoise Fagerdala rachète Dan-Foam. En 1999, les entreprises Tempur-Pedic et Dan-Foam ApS fusionnent pour devenir Tempur World, de nationalité suédoise, qui devient Tempur-Pedic International en 2003.